# Solano (langue)
Pour les articles homonymes, voir solano.
Le solano est une langue amérindienne isolée parlée dans le Sud du Texas, aux États-Unis.
La langue est éteinte.

## Connaissance de la langue

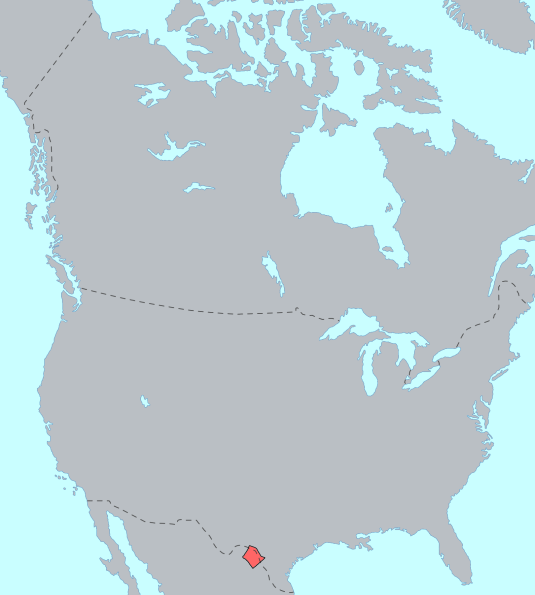
Solano

Le solano est connu seulement par une courte liste de 21 mots, trouvée par Bolton, au Mexique, en 1909. Ce vocabulaire est découvert dans un registre de baptêmes du début du XVIIIe siècle, appartenant à la mission texane de San Francisco Solano. Cette mission espagnole se situait près de la ville actuelle d'Eagle Pass. Bolton pensait avoir identifié la langue comme étant celle d'un peuple amérindien, les Terocodames.

## Classification
Le solano, comme la plupart des langues du Texas méridional et du Nord-Est du Mexique, est considéré comme une langue isolée. 